# Corbonod
Corbonod är en kommun i departementet Ain i regionen Auvergne-Rhône-Alpes i östra Frankrike. Kommunen ligger  i kantonen Seyssel som ligger i arrondissementet Belley. Kommunens areal är 31,59 km². År 2022 hade Corbonod 1 315 invånare.

## Befolkningsutveckling
Antalet invånare i kommunen Corbonod
Referens: INSEE